# Productorio

Letra pi mayúscula, notación del productorio.

El productorio o productoria, también conocido como multiplicatorio, multiplicatoria, producto o infrecuentemente pitatoria o pitatorio (por denotarse como una letra pi mayúscula), es una notación matemática que representa una multiplicación de una cantidad arbitraria (finita o infinita).

## Notación
La notación se expresa con la letra griega pi mayúscula Π de la siguiente manera:
Para todos los valores m < n
{\displaystyle \prod _{k=m}^{n}a_{k}=a_{m}\cdot a_{m+1}\cdot \quad \dots \quad \cdot a_{n}}
Si m = n tenemos que:
{\displaystyle m=n\;,\quad \prod _{k=m}^{n}a_{k}=\prod _{k=m}^{m}a_{k}=a_{m}}
En el caso de que m sea mayor que n, m > n, se le asigna el valor del elemento neutro de la multiplicación, el uno:
{\displaystyle m>n\;,\quad \prod _{k=m}^{n}a_{k}=1}
Se puede definir por inducción como sigue.
1. Se define 
{\displaystyle \prod _{k=1}^{1}a_{k}=a_{1}}
2. Supuesta definida para un n ≥ 1 fijo, se define 
{\displaystyle \prod _{k=1}^{n+1}a_{k}=\left(\prod _{k=1}^{n}a_{k}\right)a_{n+1}}

## Ejemplo
Se puede usar el productorio para definir otras igualdades importantes. Así, tomando n=1 y aplicando la segunda igualdad se obtiene:
{\displaystyle \prod _{k=1}^{2}a_{k}=\left(\prod _{k=1}^{1}a_{k}\right)(a_{2})=a_{1}a_{2}}.
Definida para n=2, se puede aplicar otra vez la segunda igualdad con n=2 para luego obtener
{\displaystyle \prod _{k=1}^{3}a_{k}=\left(\prod _{k=1}^{2}a_{k}\right)(a_{3})=(a_{1}a_{2})a_{3}}.
Así, usando la propiedad asociativa de la multiplicación, el producto {\displaystyle {\mathit {(a_{1}a_{2})a_{3}}}\,\!} es el mismo que {\displaystyle {\mathit {a_{1}(a_{2}a_{3})}}\,\!} y, por lo tanto, podemos prescindir del uso de paréntesis sin peligro de confusión y usar simplemente 
{\displaystyle a_{1}\,a_{2}\,a_{3}=\prod _{k=1}^{3}a_{k}}.
Se puede entonces, usar este razonamiento para cualquier {\displaystyle n\in \mathbb {N} } sin que haya peligro de confusión.
Otro ejemplo de productorio muy conocido es el que se utiliza para definir n! (n factorial) como sigue:
{\displaystyle \prod _{k=1}^{n}k=n!}
Se define {\displaystyle 0!=1!=1}

## Propiedades
Se puede usar el método de inducción matemática para demostrar algunas propiedades. Para ello, nos basaremos en la definición formal por inducción descrita anteriormente.

### Propiedad Multiplicativa
{\displaystyle \prod _{k=1}^{n}{({a_{k}}{b_{k}})}=\left(\prod _{k=1}^{n}a_{k}\right)\left(\prod _{k=1}^{n}b_{k}\right)}
Demostración por Inducción
i) Tomemos n=1 y veamos si se cumple la igualdad
{\displaystyle \prod _{k=1}^{1}{({a_{k}}{b_{k}})}=a_{1}b_{1}=\left(\prod _{k=1}^{1}a_{k}\right)\left(\prod _{k=1}^{1}b_{k}\right)}
y la igualdad es cierta para n=1
ii) Supongámosla cierta para n y analicémosla para n+1
{\displaystyle \prod _{k=1}^{n+1}{({a_{k}}{b_{k}})}=\left[\prod _{k=1}^{n}{({a_{k}}{b_{k}})}\right](a_{n+1}b_{n+1})}
{\displaystyle \prod _{k=1}^{n+1}{({a_{k}}{b_{k}})}=\left(\prod _{k=1}^{n}a_{k}\right)\left(\prod _{k=1}^{n}b_{k}\right)a_{n+1}b_{n+1}}
(Definición por inducción)
{\displaystyle \prod _{k=1}^{n+1}{({a_{k}}{b_{k}})}=\left[\left(\prod _{k=1}^{n}a_{k}\right)(a_{n+1})\right]\left[\left(\prod _{k=1}^{n}b_{k}\right)(b_{n+1})\right]}
(Asociatividad en IR)
Luego, 
{\displaystyle \prod _{k=1}^{n+1}{({a_{k}}{b_{k}})}=\left(\prod _{k=1}^{n+1}a_{k}\right)\left(\prod _{k=1}^{n+1}b_{k}\right)}

### Propiedad Telescópica
{\displaystyle \prod _{k=1}^{n}{\frac {a_{k}}{a_{k-1}}}={\frac {a_{n}}{a_{0}}},\quad {\text{si cada}}\;a_{k}\neq 0}
Demostración por Inducción
i) Analicemos para n=1
{\displaystyle \prod _{k=1}^{1}{\frac {a_{k}}{a_{k-1}}}={\frac {a_{1}}{a_{0}}},\quad {\text{con:}}\;a_{0}\neq 0\;{\text{y la igualdad es cierta para:}}\;n=1}
ii) Supongámosla cierta para n y analicémosla para n+1
{\displaystyle \prod _{k=1}^{n+1}{\frac {a_{k}}{a_{k-1}}}=\left(\prod _{k=1}^{n}{\frac {a_{k}}{a_{k-1}}}\right)\left({\frac {a_{n+1}}{a_{n}}}\right)} (Definición por inducción)
Luego,
{\displaystyle \prod _{k=1}^{n+1}{\frac {a_{k}}{a_{k-1}}}={\frac {a_{n}}{a_{0}}}\;{\frac {a_{n+1}}{a_{n}}}}
que es lo que queríamos demostrar.
Nótese que nuestra exigencia era que para cada {\displaystyle {\mathit {k}}\,\!}, {\displaystyle a_{k}\neq 0}. En particular, para {\displaystyle {\mathit {k=n}}\,\!}, {\displaystyle a_{k}=a_{n}\neq 0}. Luego la simplificación es posible y
{\displaystyle \prod _{k=1}^{n+1}{\frac {a_{k}}{a_{k-1}}}={\frac {a_{n+1}}{a_{0}}}}.